# 非参数回归
非参数回归指的是一类回归分析，其中的预测子不是预先确定的，而根据从数据中获得的信息。也就是说，预测子与因变量之间的关系不会假定为参数形式。非参数回归需要更大的样本量，因为数据必须提供参数模型结构和模型估计值。

## 定义
非参数回归中，有随机变量{\displaystyle X}、{\displaystyle Y}，并假设其关系如下：
{\displaystyle \mathbb {E} [Y\mid X=x]=m(x),}
其中{\displaystyle m(x)}是某个确定函数。线性回归也是非参数回归的一种，{\displaystyle m(x)}假定为仿射。
有些学者使用了稍强的加性噪声假设：
{\displaystyle Y=m(X)+U,}
其中随机变量{\displaystyle U}是“噪声项”，均值为0.
若不假设{\displaystyle m}属于特定的函数参数族，就不可能得到{\displaystyle m}的无偏估计，但大多数估计量在适当条件下都是一致的。

## 通用非参数回归算法列表
这是非参数回归模型的非详尽列表。
- 最邻近法，参考[{最近邻插值}]]和K-近邻算法
- 决策树学习
- 核回归
- 局部回归
- 多元自适应回归样条
- 平滑样条
- 神经网络[1]

## 例子

### 高斯过程回归/克里金法
高斯过程回归也称克里金法，假设回归曲线的先验为正态分布，并假设误差遵循多元正态分布，回归曲线由后验模式估计。正态先验可能取决于未知的超参数，可用经验贝叶斯方法估计。
超参数通常指定一个先验协方差核。若核也要从数据中进行非参数推断，则可使用临界滤波器。
平滑样条法可解释为高斯过程货柜的后验模式。

### 核回归

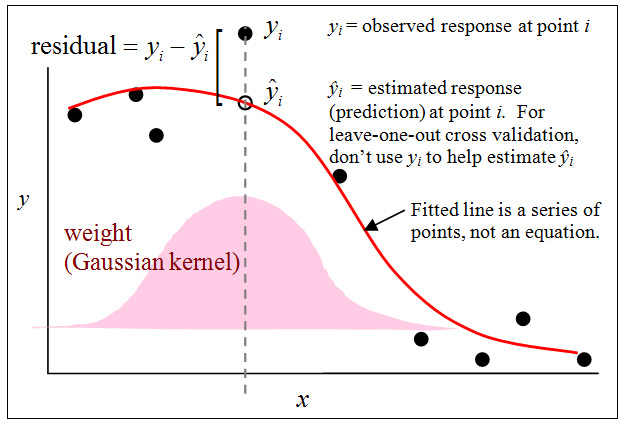
使用高斯核平滑器对小数据集（黑点）进行非参数回归拟合（红线）。粉色阴影展示了核函数，以获得给定x值的y估计值。核函数定义了在得出目标点估计值时，给每个数据点的权。

核回归用核函数卷积数据点位置，从有限的数据点中估计连续因变量。近似地说，核函数说明了“模糊”数据点影响的方法，以便用它们的值预测附近位置的值。

### 回归树
决策树学习算法可以从数据中学习，以预测因变量。虽然最初的分类回归树（CART）公式仅适用于预测单变量数据，该框架也可用于预测多变量数据，包括时间序列。

## 阅读更多
- Bowman, A. W.; Azzalini, A. . Oxford: Clarendon Press. 1997. ISBN 0-19-852396-3.
- Fan, J.; Gijbels, I. . Boca Raton: Chapman and Hall. 1996. ISBN 0-412-98321-4.
- Henderson, D. J.; Parmeter, C. F. . New York: Cambridge University Press. 2015. ISBN 978-1-107-01025-3.
- Li, Q.; Racine, J. . Princeton: Princeton University Press. 2007. ISBN 978-0-691-12161-1.
- Pagan, A.; Ullah, A. . New York: Cambridge University Press. 1999. ISBN 0-521-35564-8.